# 塞卡爾峰 (施拉德明陶恩山脈，2,500米)
47°16′38″N 13°54′31″E / 47.27722°N 13.90861°E
塞卡爾峰（德語：Seekarspitze），是奧地利的山峰，位於該國東南部，由施泰爾馬克州負責管轄，屬於施拉德明陶恩山脈的一部分，海拔高度2,500米，山體由石英岩和片岩組成。